# Павлов, Павел Николаевич
Павел Николаевич Павлов (1932, Ленинград — 28 сентября 2012, Санкт-Петербург) — советский и российский конькобежец и тренер. Заслуженный тренер СССР, Мастер спорта СССР.

## Биография
Родился в 1932 году.
В 1947 году начал заниматься конькобежным спортом под руководством А. В. Макарова. Выступал за ленинградский ДСО «Трудовые резервы». Чемпион СССР среди юношей (1951) в многоборье. Чемпион Всесоюзной универсиады 1955 года на дистанции 1500 м, на дистанции 3000 м был удостоен бронзы. Состоял в сборной СССР по конькобежному спорту в 1951—1959 гг. Был удостоен звания Мастера спорта СССР.
После окончания выступлений перешёл на тренерскую работу. Окончил школу тренеров при ГДОИФК им. П. Ф. Лесгафта в 1956 году и Ленинградский государственный педагогический институт имени А. И. Герцена в 1961 году.
Тренер ЦС ДСО «Трудовые резервы» в 1959—63 гг. Старший тренер ЛОС «Трудовые резервы» в 1963—1992 гг. Тренер сборной Ленинграда — 1965—1969 и сборной СССР в 1973—1977 гг. За годы своей работы подготовил множество спортсменов. Среди самых известных его учеников — А. Сафронов, С. Калясникова и Т. Кулижская.
Заслуженный тренер РСФСР (1973) и СССР (1975).
Судья всесоюзной категории (1973). Был членом тренерского совета Ленинграда и членом президиума Федерации конькобежного спорта Ленинграда.
Скончался 28 сентября 2012 года.